# Herbert Scheibe
Pour les articles homonymes, voir Scheibe.
Herbert Scheibe, né le 2 novembre 1914 à Hohenmolsen et mort le 7 février 1991 à Berlin, est un général est-allemand, qui fut chef de la défense aérienne (Kommando LSK/LV (de)) de l'Armée Nationale Populaire de la RDA.

## Biographie
Fils d'ouvrier, il est élevé par ses grands-parents, tous deux membres du KPD. Après le lycée, il apprend le métier de typographe. De 1930 à 1933, il est membre de la Ligue des jeunes communistes d'Allemagne (KJVD). Sous le Troisième Reich, il est la plupart du temps incarcéré, notamment à la prison de Zwickau et au camp de concentration de Buchenwald.
En 1945, il est membre du Parti communiste d'Allemagne (KPD). Le 1er juin 1945, il rejoint la police populaire  dans ce qui était alors la Zone d'occupation soviétique en Allemagne (SBZ). De 1945 à 1948, il est chef adjoint de la police criminelle (Kripo) à Leipzig et de 1948 à 1949 chef de la Kripo à Görlitz. L'année suivante, il est envoyé suivre un cours spécial en URSS. Après son retour, il sert à Prenzlau dans la police populaire locale. De 1951 à la fondation de l'Armée nationale populaire en 1956, il eset employé dans divers départements et secteurs de la Kasernierte Volkspolizei.
De 1956 à ses études à l'Académie d'état-major général de l'URSS en 1957, il travaille au Ministère de la Défense nationale de la RDA (MfNV) comme chef de l'administration du renseignement. Après son retour d'Union soviétique, il devient chef d'état-major adjoint et chef de l'administration opérationnelle du MfNV. De 1960 à 1967, il occupe le poste sous-chef de la LSK/LV et de chef d'état-major au commandement de la LSK/LV. En 1967, il est nommé commandant de l'armée de l'air/défense aérienne ANV et chef du commandement LSK/LV, poste qu'il occupe jusqu'en 1972.
Scheibe est candidat depuis 1967 et membre du Comité central du SED de 1975 à 1986. De 1972 jusqu'à sa retraite du service actif en 1985, le Generaloberst Scheibe succède au Generalleutnant Walter Borning à la tête du Département des questions de sécurité du Comité central du SED.

## Distinctions
- 1964 : Ordre du Mérite patriotique en argent
- 1966 : Kampforden „Für Verdienste um Volk und Vaterland“ en or
- 1973 : Grand Ordre du mérite militaire (la plus haute distinction militaire du Chili)
- 1974 : Ordre de Karl Marx
- 1975 : Prix Friedrich Engels
- 1979 : Ordre de Scharnhorst
- 1979 :  Médaille d'or Ernst Schneller
- 1979 : Ordre du Mérite patriotique en or
- 1981 : Barrette d'honneur de l'ordre du Mérite patriotique en or
- Médaille du mérite de la RDA
- Médaille du mérite de la NVA